# Jakaya Mrisho Kikwete
Jakaya Mrisho Kikwete (n. 7 octombrie 1950) este un politician din Tanzania care a fost între 2005-2015 al patrulea și actualul președinte al acestei țări.

## Biografie
El a fost născut în satul Msoga de lângă orașul Bagamoyo și și-a petrecut copilăria cu bunicul său.
1. ↑  Davos 2014 Participant List
2. ↑  Jakaya Kikwete, SNAC, accesat în 9 octombrie 2017
3. ↑  Jakaya Mrisho Kikwete, Brockhaus Enzyklopädie, accesat în 9 octombrie 2017
4. ↑  Jakaya Kikwete, Munzinger Personen, accesat în 9 octombrie 2017
5. ↑  IdRef, accesat în 4 martie 2020